# Lapinjärvi (sjö i Leppävirta, Norra Savolax)
Lapinjärvi är en sjö i kommunen Leppävirta i landskapet Norra Savolax i Finland. Den är 15 meter djup. Arean är 44 hektar och strandlinjen är 3,26 kilometer lång. Sjön  ingår i Vuoksens huvudavrinningsområde.   Den ligger omkring 57 kilometer sydöst om Kuopio och omkring 310 kilometer nordöst om Helsingfors. 